# Pavao III. Šubić Bribirski
Pavao III. Šubić Bribirski († 1356.), hrvatski velikaš iz roda knezova Bribirskih; sin kneza Jurja II.
Njegov brat Mladen III. bio je starješina roda do smrti 1348. godine, a sestra Jelena udala se za bosanskog velikaša Vladislava Kotromanića. Pavao se oženio mletačkom plemkinjom Katarinom Dandolo s kojom je imao kći Katarinu i sina Marka V.